# Saison 5 de Murder
Chronologie
Saison 4 Saison 6
Cet article présente le guide des épisodes de la cinquième saison série télévisée américaine Murder (How to Get Away With Murder).

## Généralités
Au Canada, la saison est diffusée 23 heures plus tard sur le réseau CTV jusqu'à 15 novembre 2018 puis en simultané à partir de 17 janvier 2019 sur CTV 2.
Du fait des différences de fuseau horaire dans les provinces de l'Atlantique, elle a été diffusée trois heures en avance sur les stations atlantiques de CTV 2, et avant la diffusion aux États-Unis.
En France, la saison est disponible sur la plateforme de streaming Netflix à partir du 16 août 2019.

## Distribution

### Acteurs principaux
- Viola Davis (VF : Maïk Darah) : Annalise Keating
- Billy Brown (VF : Gilles Morvan) : Nate Lahey
- Jack Falahee (VF : Sébastien Desjours) : Connor Walsh
- Aja Naomi King (VF : Fily Keita) : Michaela Pratt
- Matt McGorry (VF : Damien Ferrette) : Asher Millstone
- Conrad Ricamora (VF : Stéphane Fourreau) : Oliver Hampton
- Karla Souza (VF : Sylvie Jacob) : Laurel Castillo
- Charlie Weber (VF : Raphaël Cohen) : Franck Delfino
- Liza Weil (VF : Caroline Pascal) : Bonnie Winterbottom
- Rome Flynn (VF : Jim Redler) : Gabriel Maddox[3]
- Amirah Vann (VF : Charlotte Corréa) : Tegan Price[4]
- Timothy Hutton : Emmett Crawford[5]

### Acteurs récurrents
- John Hensley : Ronald Miller
- Tamberla Perry : Theresa Hoff
- Jessica Marie Garcia : Rhonda Navarro
- Glynn Turman : Nate Lahey, Sr.
- Elizabeth Morton (VF : Marie-Laure Dougnac) : Julie Winterbottom
- Laura Innes (VF : Céline Monsarrat) : Lynne Birkhead
- Cynthia Stevenson : Pam Walsh
- Melinda Page Hamilton : Claire Telesco
- Terrell Clayton : Jeffrey Sykes

### Invites
- Mia Katigbak : Joanna Hampton
- Heidi Sulzman : Molly Keener
- Teya Patt : Paula Gladden
- Tom Verica (VF : Pascal Germain) : Sam Keating
- Dante Verica : Gabriel Maddox (jeune)
- Famke Janssen (VF : Laura Blanc) : Eve Rothlo
- Tess Harper : Sheila Miller
- Cicely Tyson (VF : Anne Jolivet) : Ophelia Harkness
- Gerardo Celasco (VF : Alexis Victor) : Xavier Castillo

## Épisodes

### Épisode 1:Le Prix à payer
- États-Unis : 27 septembre 2018 sur ABC
- Canada : 28 septembre 2018 sur CTV
- France : 16 août 2019 sur Netflix

- États-Unis : 2,93 millions de téléspectateurs[6] (première diffusion)

- Timothy Hutton (Emmett Crawford)
- John Hensley (Ronald Miller)
- Mimi Rogers (Natalia Wright)
- Tamberla Perry (Theresa Hoff)

### Épisode 2:Un mariage sanglant
- États-Unis : 4 octobre 2018 sur ABC
- Canada : 5 octobre 2018 sur CTV
- France : 16 août 2019 sur Netflix

- États-Unis : 3,02 millions de téléspectateurs[7] (première diffusion)

- Timothy Hutton (Emmett Crawford)
- John Hensley (Ronald Miller)
- Molly Hagan (Nancy Montoya)
- James Allen McCune (Josh Bathurst)

### Épisode 3:Histoires de famille
- États-Unis : 11 octobre 2018 sur ABC
- Canada : 12 octobre 2018 sur CTV
- France : 16 août 2019 sur Netflix

- États-Unis : 3,22 millions de téléspectateurs[8] (première diffusion)

- Timothy Hutton (Emmett Crawford)
- John Hensley (Ronald Miller)
- Mark Harelik (Niles Harrington)
- Rondi Reed (Victoria Harper)

### Épisode 4:Des pères et des fils
- États-Unis : 18 octobre 2018 sur ABC
- Canada : 19 octobre 2018 sur CTV
- France : 16 août 2019 sur Netflix

- États-Unis : 2,74 millions de téléspectateurs[9] (première diffusion)

- Timothy Hutton (Emmett Crawford)
- Glynn Turman (Nate Lahey Sr.)
- John Hensley (Ronald Miller)
- Elizabeth Morton (Julie Winterbottom)
- Tamberla Perry (Theresa Hoff)
- Freda Foh Shen (Dr. Phillips)
- Susan Angelo (Ruth Stevenson)

### Épisode 5:La Pire Journée de ma vie
- États-Unis : 25 octobre 2018 sur ABC
- Canada : 26 octobre 2018 sur CTV
- France : 16 août 2019 sur Netflix

- États-Unis : 2,93 millions de téléspectateurs[10] (première diffusion)

- Timothy Hutton (Emmett Crawford)
- John Hensley (Ronald Miller)
- Cynthia Stevenson (Pam Walsh)
- Teddy Sears (Abe Charmagne)

### Épisode 6:Protéger
- États-Unis : 1er novembre 2018 sur ABC
- Canada : 2 novembre 2018 sur CTV
- France : 16 août 2019 sur Netflix

- États-Unis : 2,86 millions de téléspectateurs[11] (première diffusion)

- Timothy Hutton (Emmett Crawford)
- Glynn Turman (Nate Lahey Sr.)
- John Hensley (Ronald Miller)
- Cynthia Stevenson (Pam Walsh)
- Mia Katigbak (Joanna Hampton)
- Elizabeth Morton (Julie Winterbottom)
- Laura Innes (Lynne Birkhead)
- Jessica Marie Garcia (Rhonda Navarro)
- Matthew Brady (Cody)

### Épisode 7:Machiavelle
- États-Unis : 8 novembre 2018 sur ABC
- Canada : 9 novembre 2018 sur CTV
- France : 16 août 2019 sur Netflix

- États-Unis : 3,02 millions de téléspectateurs[12] (première diffusion)

- Timothy Hutton (Emmett Crawford)
- Laura Innes (Lynne Birkhead)
- John Hensley (Ronald Miller)
- Heidi Sulzman (Molly Keener)

### Épisode 8:Jusqu'au dernier jour
- États-Unis : 15 novembre 2018 sur ABC
- Canada : 16 novembre 2018 sur CTV
- France : 16 août 2019 sur Netflix

- États-Unis : 3,13 millions de téléspectateurs[13] (première diffusion)

- Timothy Hutton (Emmett Crawford)
- John Hensley (Ronald Miller)
- D.W. Moffett (Jeff Walsh)
- Cynthia Stevenson (Pam Walsh)

### Épisode 9:Trahison
- États-Unis /  Canada  : 17 janvier 2019 sur ABC / CTV 2
- France : 16 août 2019 sur Netflix

- États-Unis : 2,84 millions de téléspectateurs[14] (première diffusion)

- Timothy Hutton (Emmett)
- Tom Verica (Sam Keating)
- Elayn J. Taylor (Gwen)
- Famke Janssen (Eve Rothlo)

### Épisode 10:Un cafard noir
- États-Unis /  Canada  : 24 janvier 2019 sur ABC / CTV 2
- France : 16 août 2019 sur Netflix

- États-Unis : 2,74 millions de téléspectateurs[15] (première diffusion)

- Timothy Hutton (Emmett Crawford)
- Melinda Page Hamilton (Claire Telesco)
- John Hensley (Ronald Miller)
- Dave Shalansky (Seth Keough)

### Épisode 11:Le Choix du martyr
- États-Unis /  Canada  : 31 janvier 2019 sur ABC / CTV 2
- France : 16 août 2019 sur Netflix

- États-Unis : 2,58 millions de téléspectateurs[16] (première diffusion)

- Timothy Hutton (Emmett Crawford)
- Melinda Page Hamilton (Claire Telesco)
- Louise Lombard (Nora)
- William R. Moses (Special Agent Lanford)

### Épisode 12:Pression et compromission
- États-Unis /  Canada  : 7 février 2019 sur ABC / CTV 2
- France : 16 août 2019 sur Netflix

- États-Unis : 2,74 millions de téléspectateurs[17] (première diffusion)

- Timothy Hutton (Emmett Crawford)
- Tess Harper (Sheila Miller)
- Melinda Page Hamilton (Claire Telesco)
- Jane Daly (Constance Horning)

### Épisode 13:Joyeux Noël
- États-Unis /  Canada  : 14 février 2019 sur ABC / CTV 2
- France : 16 août 2019 sur Netflix

- États-Unis : 2,57 millions de téléspectateurs[18] (première diffusion)

- Timothy Hutton (Emmett Crawford)
- Laura Innes (Lynne Birkhead)
- Cynthia Stevenson (Pam Walsh)
- Melinda Page Hamilton (Claire Telesco)

Annalise réunit tout le monde pour les fêtes de Noël alors qu’elle hésite concernant une décision difficile sur son avenir : l'agent Telesco est 
 

### Épisode 14:L'Ennemi
- États-Unis /  Canada  : 21 février 2019 sur ABC / CTV 2
- France : 16 août 2019 sur Netflix

- États-Unis : 2,56 millions de téléspectateurs[19] (première diffusion)

- Timothy Hutton (Emmett Crawford)
- Glynn Turman (Nate Lahey Sr.)
- Melinda Page Hamilton (Claire Telesco)
- Denise Crosby (Chanha Singh)

### Épisode 15:L'Enfer des vivants
- États-Unis /  Canada  : 28 février 2019 sur ABC / CTV 2
- France : 16 août 2019 sur Netflix

- États-Unis : 2,76 millions de téléspectateurs[20] (première diffusion)

- Timothy Hutton (Emmett Crawford)
- Laura Innes (Lynne Birkhead)
- John Hensley (Ronald Miller)
- Melinda Page Hamilton (Claire Telesco)

## Audiences aux États-Unis
| N° d'épisode | Titre original                         | Titre français            | Chaîne | Date de diffusion originale | Audience (en millions de téléspectateurs) | Pdm sur les 18-49 ans |
| ------------ | -------------------------------------- | ------------------------- | ------ | --------------------------- | ----------------------------------------- | --------------------- |
| 1            | Your Funeral                           | Le Prix à payer           | ABC    | 27 septembre 2018           | 2.93                                      | 0.8                   |
| 2            | Whose Blood Is That?                   | Un mariage sanglant       | ABC    | 4 octobre 2018              | 3.02                                      | 0.8                   |
| 3            | The Baby Was Never Dead                | Histoires de famille      | ABC    | 11 octobre 2018             | 3.22                                      | 0.8                   |
| 4            | It's Her Kid                           | Des pères et des fils     | ABC    | 18 octobre 2018             | 2.74                                      | 0.7                   |
| 5            | It Was the Worst Day of My Life        | La Pire Journée de ma vie | ABC    | 25 octobre 2018             | 2.93                                      | 0.7                   |
| 6            | We Can Find Him                        | Protéger                  | ABC    | 1er novembre 2018           | 2.86                                      | 0.8                   |
| 7            | I Got Played                           | Machiavelle               | ABC    | 8 novembre 2018             | 3.02                                      | 0.7                   |
| 8            | I Want to Love You Until the Day I Die | Jusqu'au dernier jour     | ABC    | 15 novembre 2018            | 3.13                                      | 0.8                   |
| 9            | He Betrayed Us Both                    | Trahison                  | ABC    | 17 janvier 2019             | 2.84                                      | 0.7                   |
| 10           | Don't Go Dark on Me                    | Un cafard noir            | ABC    | 24 janvier 2019             | 2.74                                      | 0.6                   |
| 11           | Be the Martyr                          | Le Choix du martyr        | ABC    | 31 janvier 2019             | 2.58                                      | 0.6                   |
| 12           | We Know Everything                     | Pression et compromission | ABC    | 7 février 2019              | 2.74                                      | 0.6                   |
| 13           | Where Are Your Parents?                | Joyeux Noël               | ABC    | 14 février 2019             | 2.57                                      | 0.6                   |
| 14           | Make Me the Enemy                      | L'Ennemi                  | ABC    | 21 février 2019             | 2.56                                      | 0.5                   |
| 15           | Please Say No One Else Is Dead         | L'Enfer des vivants       | ABC    | 28 février 2019             | 2.76                                      | 0.6                   |